# Фрідріх Бенда
Фрідріх Вільгельм Гайнріх Бенда (*15 липня 1745, Потсдам — †19 липня 1814, Потсдам) — німецький скрипаль, піаніст і композитор.
Був сином скрипаля-віртуоза та композитора Франтішека Бенди, із яким мав перші уроки музики. Потім вчив музичну теорію та композицію із Йоганном Кірнберґером у Берліні. Крім досягнень як композитора, він був піаністом і скрипалем. У 1756-1810-ому роках Бенда був камерним музикантом при Пруському дворі у Потсдамі, де його твори добре сприймалися.
Бенда писав концерти, опери та камерну музику. 

## Твори
Деякі твори Бенди:
- кантата «Піґмаліон» (1784)
- зінґшпіль «Алькесте» (1785)
- зінґшпіль «Орфей» (1787)
- зінґшпіль «Квіткарка» (1806)
- кантата «Ґрації».